# Olof Jernberg
Pour les articles homonymes, voir Jernberg.
Olof August Andreas (Anders) Jernberg (né le 23 mai 1855 à Düsseldorf, mort le 15 février 1935 à Berlin) est un peintre allemand.

## Biographie
Olof Jernberg est le fils du peintre suédois August Jernberg (de). Il grandit dans le milieu de la peinture de Düsseldorf. Après le Realgymnasium (de), il entre en 1875 à l'académie des beaux-arts de Düsseldorf où il est l'élève d'Andreas Müller, Heinrich Lauenstein ou Karl Müller. Ses études sont interrompues brièvement par l'incendie du château de Düsseldorf où se trouve l'académie. Il continue dans la classe d'Eugen Dücker, dont il est l'élève privé jusqu'en 1879 et dont la peinture de paysage l'influence de manière décisive. En 1880-1881, il reste en France, parfois avec Hugo Salmson, qui le conseille. Il fait alors la connaissance de l'École de Barbizon, des œuvres de Jean-François Millet et Théodore Rousseau et solidifie sa passion pour la peinture de plein air. Le séjour en France est suivi par d'autres voyages, par exemple en Suède. À Katwijk, dont il fréquente l'école, il rencontre notamment le photographe américain Alfred Stieglitz. De 1882 à 1898, il travaille comme assistant du professeur Dücker à l'Académie de Düsseldorf.

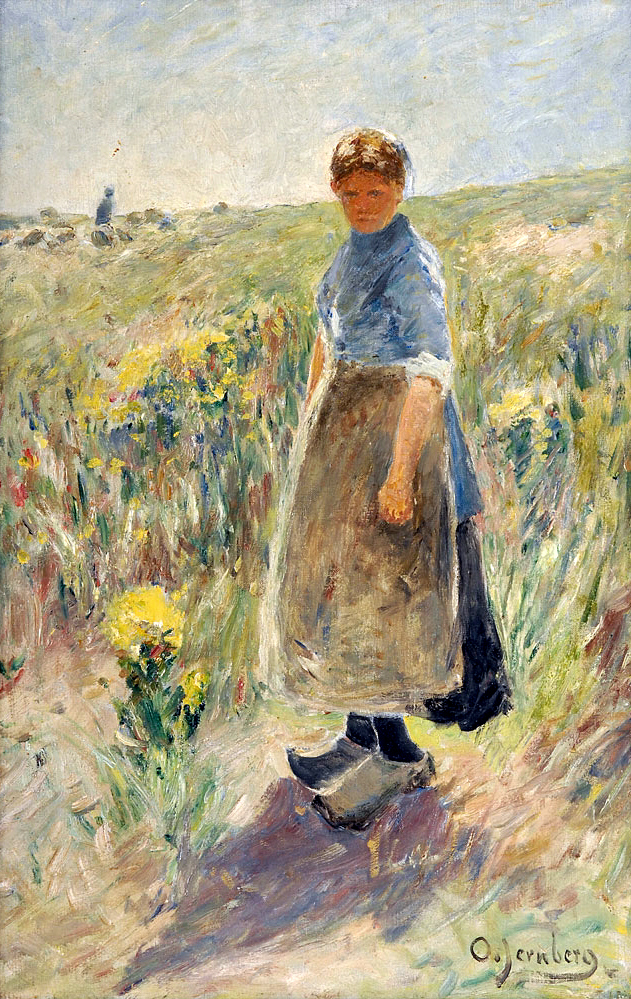
Jeune fille dans les dunes

En 1889, Olof Jernberg, Heinrich Hermanns, Eugen Kampf et Helmuth Liesegang fondent, en réaction à la politique d'exposition de l'association d'art pour la Rhénanie et Westphalie (de), le « Lucas-Club », qui s'inspire de l'École de La Haye et l'École de Barbizon. En 1891, le « Lucas-Club » rejoint la fédération de l'Association libre des artistes de Düsseldorf puis se sépare en 1899. Jernberg appartient également à l'association des artistes académiques Orient et de 1880 à 1897 à l'association Malkasten. En 1890, il s'installe à Angermund (de) et met en avant la Basse-Rhénanie.
Après avoir reçu le titre de professeur en 1897, il reçoit un appel à l'académie des arts de Königsberg en 1901, avant de prendre la relève en 1918 jusqu'à sa mort en 1935, d'une classe de peinture paysagiste à l'académie des arts de Berlin en succession de Friedrich Kallmorgen. Dans la capitale, il cherche à donner à son œuvre une nouvelle orientation. Il fait l'objet d'une exposition personnelle au Palais des Arts de Düsseldorf.